# Karel Jehlička
Karel Jehlička (Mannheim, 15 novembre 1908 – 1988) è stato un calciatore cecoslovacco, nato in Germania, di ruolo attaccante.

## Carriera

### Nazionale
Il 28 ottobre 1929 debutta in Nazionale contro la Jugoslavia (4-3).